# 乔纳森·凯穆迪
乔纳森·凯穆迪（2002年5月9日—）是泰国职业足球运动员，司职中后卫，目前效力于丹超联赛球队欧登塞。

## 职业生涯

### 欧登塞
2021年3月10日，凯穆迪在2020-21赛季丹麦杯四分之一决赛欧登塞对阵中日德兰的比赛中上演首秀。 2021年7月穆凯迪与俱乐部签订了他的第一份职业合同。 

## 国家队生涯
2021年10月15日，凯穆迪被征召到泰国U23国家队，参加2022年亚足联U23亚洲杯资格赛。

## 荣誉
国家队
- 东南亚运动会 银牌：2021